# Острожки (Московская область)
Острожки — деревня в городском округе Домодедово Московской области России.

## География
Находится рядом с деревней Мансурово. Поблизости от деревни протекает река Северка.

## История
Деревня основана после того, как в 1640 году Василий Никитич Пушкин купил земли в этой местности себе в вотчину как сельцо на месте ранее существовавшего селения. После его смерти сельцом в разное время владели: жена Пушкина Авдотья Васильевна и его дочь Мария Васильевна Пушкина, муж Марии Владимир Дмитриевич Долгоруков, затем его сын Михаил Владимирович Долгоруков, потом действительный камергер Михаил, позже Николай Симонович Лаптев, после его смерти поручик М. С. Ершов, затем его жена А. П. Ершова.
Истории села Острожки и соседнего села Косино тесно связаны, что нашло отражение в исследованиях. В частности, домодедовский историк Г. Ф. Гарин в своём исследовании «К истории Домодедовских поселений» объединил их историю в одну статью.

## Население
| 2002 | 2010 |
| ---- | ---- |
| 12   | ↗16  |

## Инфраструктура
СНТ Острожки-2, СНТ Острожки.

## Транспорт
Деревня доступна автотранспортом. Остановка общественного транспорта «Острожки».